# 190e Infanteriedivisie
De 190e Infanteriedivisie (Duits: 190. Infanterie-Division) was een infanteriedivisie in de Heer tijdens de Tweede Wereldoorlog. De divisie op 4 november 1944 in Neumünster opgericht. De divisie werd aan de westgrens van nazi-Duitsland, bij Kleef (daar ter plaatse rijksbos), Venlo en Wesel ingezet. In maart 1945 werd de divisie in het gebied rond Hilversum-Utrecht nog ververst. De divisie werd op 4 april 1945 in de Ruhrkessel weer ontbonden.
De resterende troepen werden op 4 april 1945 aan de infanteriedivisie "Ulrich von Hutten" toegedeeld.

## Commandant[2][3]
| Rang            | Naam         | Begin                              | Eind          | Opmerking                               |
| --------------- | ------------ | ---------------------------------- | ------------- | --------------------------------------- |
| Generalleutnant | Ernst Hammer | 10 november 1942 - 4 november 1944 | 13 april 1945 | Krijgsgevangen gemaakt in de Ruhrkessel |

### Eerste Generale Stafofficier (Ia)[3]
| Rang  | Naam              | Begin             | Eind            | Opmerking |
| ----- | ----------------- | ----------------- | --------------- | --------- |
| Major | Alfred Dürrwanger | 30 september 1944 | 20 januari 1945 |           |
| Major | Helmut Räder      | 20 januari 1945   | 4 april 145     |           |

## Samenstelling november 1944[1][2][4][5]
- Grenadier-Regiment 1224
- Grenadier-Regiment 1225
- Grenadier-Regiment 1226
- Divisions-Füsilier-Bataillon 190
- Panzerjäger-Abteilung 1190
- Artillerie-Regiment 890
- Füsilier-Bataillon 190[3]
- Nachrichten-Abteilung 1190
- Pionier-Bataillon 1190
- Feldersatz-Bataillon 1190
- Versorgungstruppen 1190